# Вина Нового світу

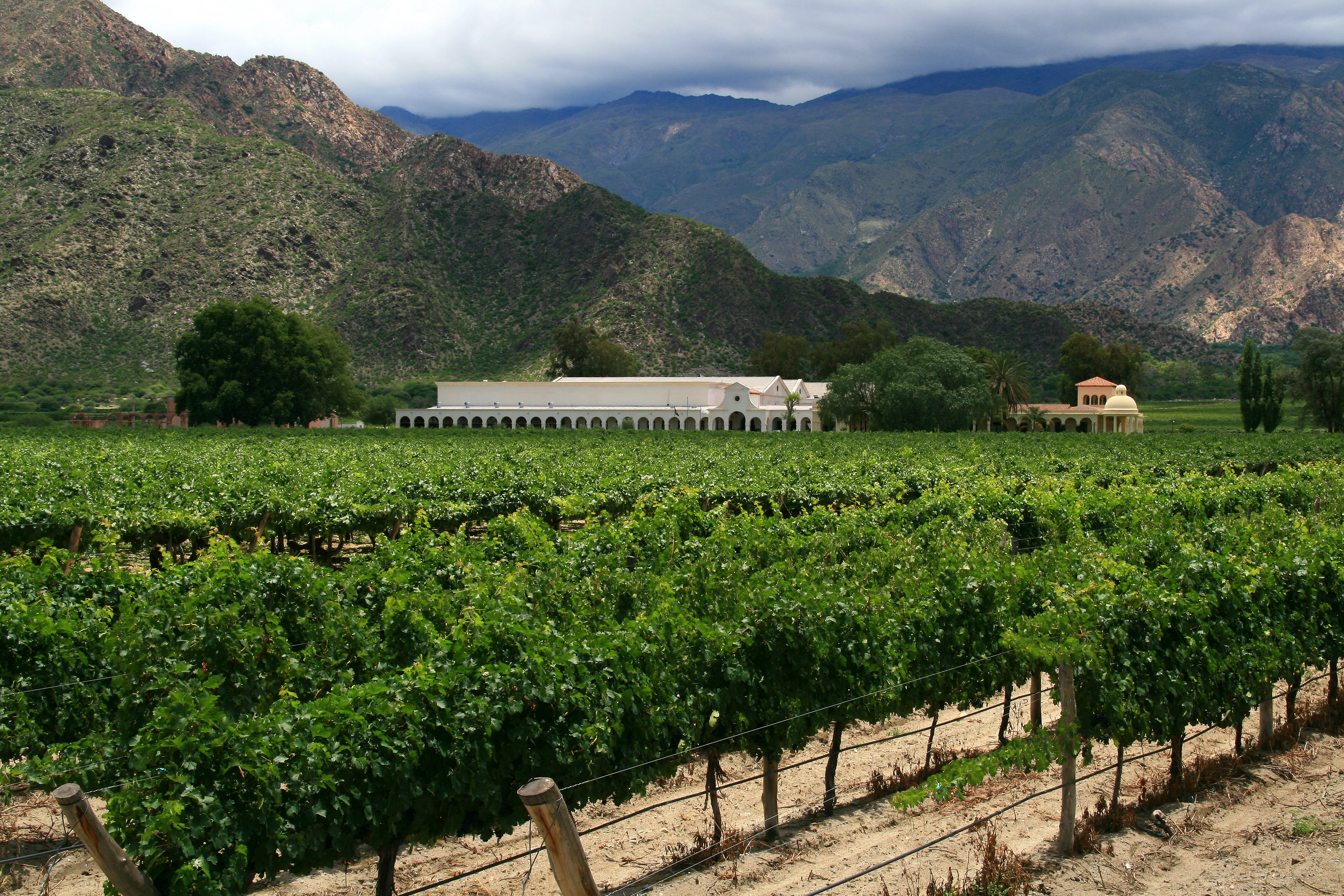
Виноградник у Кафаяте (департамент), Аргентина

Вина Нового світу — це вина, вироблені за межами традиційних виноробних районів Європи та Близького Сходу (Старого світу), зокрема це вина з Аргентини, Австралії, Чилі, Нової Зеландії, Південної Африки та Сполучених Штатів. Йдеться про різницю між винами «Нового світу» і винами, виробленими в «Старому світі», тобто в країнах з давньою виноробною традицією, насамперед це Франція, Італія, Німеччина, Іспанія та Португалія.
Станом на 3 вересня 2009 року 63,9 % споживаних у світі вин були європейськими, а 23,4 % вин були виробництва США і Південної Америки. Сильними суперниками «великої європейської п'ятірки» стали Аргентина, Чилі, Австралія, Нова Зеландія, Південна Африка та США.

## Історія[2]
До XV століття виноробство було не дуже поширеним на території сучасних Венесуели, Мексики та Колумбії. Місцеві жителі вміло робили слабоалкогольні спиртні напої з кукурудзи, кіноа, шинусу і навіть полуниці, але залишалися абсолютно байдужими до винограду. Все змінилося з приходом іспанців: завойовники не збиралися відмовлятися від звичних гастрономічних традицій, а експортувати вина з батьківщини не виходило – вино не витримувало довгого шляху та скисало.
У XVI—XVII століттях низка американських країн, зокрема: Перу, Чилі, Парагвай, Аргентина, вже могли похвалитися врожайними виноградниками. Деякі з них досягли такого успіху, що іспанський уряд, боячись конкуренції, заборонив розбивати в колоніях нові виноградники. Втім, безуспішно: процес зупинити було неможливо.
Щоправда, місцевої продукції не вистачало: європейським колонізатором вино було потрібне не лише в гастрономічних, але й у релігійних цілях, а самі індіанці з більшим бажанням виготовляли піско — місцеву виноградну горілку — та й погодні умови не завжди дозволяли збирати багатий урожай. Тому іспанці поступово відкривали нові території і до XVIII століття почали імпортувати південноафриканські вина.
В Австралії виноробство було налагоджено вже на 1820 рік, а 1873 року на сліпому тестуванні у Відні судді навіть переплутали бренди «антиподів» із французькими зразками.

## Класифікація вин Нового світу
Новий світ — це країни Північної та Південної Америки, зокрема США, Чилі, Уругвай. Також у цю категорію включають вина Австралії та ПАР. У США є нюанси градації вин. Основний регіон якісного виноробства у США — Каліфорнія (понад 90 % вина), Орегон та Вашингтон.
Чилійські вина класифікують за віком, а не географічною ознакою.
Вина поділяють на:
- Курант — вина, які можуть зберігатися до 1 року;
- Спераль — термін витримки 2-3 роки
- Резерва — витримуються протягом 4-5 років;
- Гранд вино — мають потенціал зберігання понад 6 років.

В Австралії вина найкращих виноградників можуть мати позначення "Outstanding", що в перекладі означає "видатні" вина і "Superior" - "найкращі" вина. Якщо ж купаж вина складається з двох або більше сортів, то переважний за кількістю сорт має бути вказаний першим.
Відмінності вин Нового та Старого світу:
- Вина Старого світу «мінеральніші», а Нового – «фруктовіші».
- Вина Нового світу мають менший рівень кислотності.

## Особливості вин Нового світу[2]
Вина Нового світу вигідно виділяються своєю вартістю — вони недорогі, оскільки в цих країнах немає обмежень на врожайність винограду та дешеву робочу силу. Вважається, що саме вина Нового Світу чудово підходять для повсякденного вживання — вони легкі, свіжі та приємні. Однак деякі сорти цих вин мають багатий букет, довгий посмак і високий потенціал витримки.
Кожна країна Нового світу має свій сорт винограду, який на місцевих ґрунтах дає смачне вино. У Чилі це карменер — сорт червоного винограду, який практично не зустрічається в Європі. В Аргентині — мальбек, у Австралії — шираз, у Каліфорнії — зінфандель, що дає червоні вина з ягідним ароматом, у ПАР – пінотаж (гібрид піно-нуар і сенсо).
Відмінною рисою вин Нового світу є їх проста класифікація — на пляшці завжди вказано сорт винограду, рік урожаю та регіон виробництва, тоді як французькі виробники насамперед вказують найменування господарства та національну категорію вина. Такий підхід до маркування робить вибір вин Нового Світу простим та зручним.
Що стосується назв, то спочатку американські, австралійські та африканські виробники використовували усталені назви, на зразок «Бургундське», «Шампанське», « Шеррі» тощо (тим більше, що вина виготовлялися із сортів винограду, вивезеного з відповідних регіонів). Це викликало плутанину та обурення європейських виноробів.
Починаючи від 1960-х років вина Нового світу випускають під альтернативними «місцевими» лейблами, навіть якщо склад напою повністю відповідає, скажімо, класичному Шардоне. Втім, з'явилися й цілком оригінальні купажі, наприклад - Сіра з Каберне Совіньйон або Семільйон з Совіньйон Блан.

## Факти
- У Європі неприпустиме зрошення або удобрення виноградників, а в Чилі французи з успіхом використовували та використовують канали, що збирають талу воду з вершин Анд, а також гранульовані добрива[3].
- У ТОП-10 Найдорожчих вин світу, 5 позицію займає австралійське Penfolds[en] Grange Hermitage[4][неавторитетне джерело] 1951 (38,420 $ на Австралійському винному аукціоні)[5].